# HIKARI (ELISA單曲)
HIKARI（ヒカリ），是2008年5月21日由GENEON ENTERTAINMENT發行的日本女歌手ELISA的第二張單曲。商品番號為GNCA-90。這首單曲同時也是電視動畫《隐王》的第一季片尾曲。

## 收錄曲目
1. HIKARI - 4分48秒
  - 作詞：西田恵美；作曲：杉森舞；編曲：前口渉
2. Story - 4分20秒
  - 作詞：香那・春和文；作曲：香那；編曲：m-takeshi
3. HIKARI（Instrumental）- 4分45秒
4. Story（Instrumental）- 4分18秒

## 脚注
1. ↑  http://www.oricon.co.jp/music/release/d/763236/1/

## 外部連結
- （日語）《HIKARI》 ELISA - GENEON ENTERTAINMENT
- （日語）原聲CD介紹（页面存档备份，存于）